# قصص الأنبياء في الإسلام
قصص الأنبياء هي مجموعة مختلفة من القصص التي تم ذكرها في القرآن الكريم والسنة النبوية، وترتبط ارتباطاً وثيقاً بتفسير القرآن الكريم، وقد تم تأليف الكثير من الكتب عبر العصور الإسلامية تتناول قصص الأنبياء، وقصص الأنبياء تشمل الخمسة وعشرين نبياً المذكورين في القرآن الكريم، بدءاً من آدم انتهاءً بمحمد، وتشمل هذه القصص حياتهم قبل النبوة، ودعوتهم إلى قومهم، والابتلاءات والمحن التي تعرضوا لها.

## الكتب وتناولها قصص الأنبياء
تناول عدد من الكتب هذا الموضوع، منها:
- تاريخ الأمم والملوك، محمد بن جرير الطبري
- البداية والنهاية، وقصص الأنبياء، ابن كثير الدمشقي
- قصص الانبياء، عبد الوهاب النجار
- قصص الأنبياء، محمد متولي الشعراوي
- النبوة والأنبياء، محمد علي الصابوني

## قصة آدم

### تفاصيل القصة
تبدأ القصة في القرآن الكريم عندما يُخبر الله أنه سيقوم بخلق كائن، وهو الإنسان، وسيكون خليفةً له في الأرض، فتعجب الملائكة من ذلك، وسألوا الله كيف يخلق هذا الإنسان الذي سيفسد في الأرض ويسفك الدماء، ويكثر في القتل في حين أنهم كائنات عاكفة على تسبيح الله وتنزيهه وتعظيمه، فأخبرهم أنه يعلم ما لا يعلمون ثم خلق الله ادم من جميع تراب الأرض لذا نجد ان للبشر بشرة بالوان مختلفة وسمي بادم نسبة لادمة الأرض (التراب) أو(الطين)وعندما نفخ فيه الروح قال للملائكة اسجدوا وكان من ضمنهم ابليس فسجدوا الا ابليس لم يسجد لقوله تعالى:"واذ قال ربك للملائكة اسجدوا لادم فسجدوا الا ابليس"فقال له ربه لِمَ لَم تسجد فقال انا خلقتني من نار وهو خلقته من طين فقال تعالى:"فاخرج منها فانك رجيم وإن عليك لعنتي إلى يوم الدين "فاخرجه الله من الجنة واسكن ادم وزوجه فيها وقال لهم كلوا من طيباته إلا شجرة واحدة.

## قصة نوح
وفقًا للإسرائيليات فإن نسب نوح هو نوح بن لامك بن متوشلخ بن إدريس بن يرد بن مهلاييل بن قينن بن أنوش بن شيث بن آدم، ويُلقب بشيخ الأنبياء، وهو أول رسول بعثه الله إلى أهل الأرض، وبينه وبين آدم عشرة قرون، وكان قومه هم أول من عبدوا الأصنام، وسبب ذلك أنه كان هُناك أشخاص صالحون اسمهم ود وسواع ويغوث ويعوق ونسر، وبعد موتهم حزن الناس حُزنًا شديدًا عليهم، فزين الشيطان للناس أن يقوموا بنحت تماثيلٍ لهم حتى يتذكروهم دائمًا، ففعل الناس ذلك، وكانوا في البداية يعتبرون التماثيل مُجرد ذكرى فقط لهؤلاء الصالحين، ولكن بعد مرور السنوات وتوالي الأجيال زيّن الشيطان لقوم نوح أن يعبدوا هذه الأصنام، وبالفعل بدؤوا يعبدونها، فأرسل الله نوحًا لقومه حتى يدعوهم إلى العودة إلى عبادة الله، ونبذ الأصنام التي يعبدونها، وقد أخذ يبرهن لهم أدلة وجود الله، وقال لهم أن الله هو الذي خلق السموات والأرض وسير السحاب لكي تنزل بالمطر وأن الله هو رازقكم وهو من يهب لكم الذكور والإناث، وأنه هو خالق الأنهار والأشجار، وأخذ يعدد لهم مظاهر قدرات الله التي تعجز الأصنام التي من الأحجار أن تقوم بها، وظل نوح هكذا يدعوهم إلى عبادة الله لمدة 950 عامًا، ولم يستجب له إلا عددٌ قليلٌ، فالتجأ نوح إلى الله، وأخذ يتضرع ويشتكي إلى الله من أنه أخذ يدعو قومه ليلا ونهارا، ولكن لم يستجب له إلا قليل أما الآخرين فهم يفرون منهم وعندما يقابلونه يجعلون أصابعهم في آذانهم حتى لا يسمعون ما يقوله، وأخذ نوح يدعو على قومه، فقال: ﴿وَقَالَ نُوحٌ رَبِّ لَا تَذَرْ عَلَى الْأَرْضِ مِنَ الْكَافِرِينَ دَيَّارًا ۝٢٦ إِنَّكَ إِنْ تَذَرْهُمْ يُضِلُّوا عِبَادَكَ وَلَا يَلِدُوا إِلَّا فَاجِرًا كَفَّارًا ۝٢٧ رَبِّ اغْفِرْ لِي وَلِوَالِدَيَّ وَلِمَنْ دَخَلَ بَيْتِيَ مُؤْمِنًا وَلِلْمُؤْمِنِينَ وَالْمُؤْمِنَاتِ وَلَا تَزِدِ الظَّالِمِينَ إِلَّا تَبَارًا ۝٢٨﴾، فأوحى الله لنوح، وأخبره أنه لن يؤمن شخصٌ آخر من قومه، وأمره بأن يصنع سفينة لأنه سيعاقب الكافرين بالغرق، ووصى الله نوحًا ألا يحزن بما يفعله قومه، وبالفعل امتثل نوح لأمر الله، وبدأ يصنع السفينة، ولكن كلما يقابل أحد من الكافرين نوحًا يسخر منه؛ لأن المنطقة التي يقطن بها قوم نوح صحراوية، ولا يوجد أي بحر مجاور لها، فكان يرد عليهم نوح قائلًا: ﴿وَيَصْنَعُ الْفُلْكَ وَكُلَّمَا مَرَّ عَلَيْهِ مَلَأٌ مِنْ قَوْمِهِ سَخِرُوا مِنْهُ قَالَ إِنْ تَسْخَرُوا مِنَّا فَإِنَّا نَسْخَرُ مِنْكُمْ كَمَا تَسْخَرُونَ ۝٣٨ فَسَوْفَ تَعْلَمُونَ مَنْ يَأْتِيهِ عَذَابٌ يُخْزِيهِ وَيَحِلُّ عَلَيْهِ عَذَابٌ مُقِيمٌ ۝٣٩﴾، وبعد أن أنهى نوح صنع السفينة أوحى الله له أن يحمل على السفينة من آمن معه فقط، ومن كل الكائنات الحية زوجين اثنين -أي ذكرين وأنثيين من كل نوع-، وكانت علامة بدء الطوفان هي أن يفور الماء من التنور، وبعد أن حدثت هذه العلامة بدأت السماء تهطل أمطارًا غزيرة، والأرض يتفجر عنها الماء عيونًا حتى بدأ الماء يغطى على كل شيء، وبالفعل هلك كل الكافرين بما فيهم امرأة نوح وابنه كنعان، وكان نوح قد نادى على ابنه هذا حتى يركب السفينة معهم، ولكنه رفض، ورد على أبيه قائلًا أنه سيأوي إلى جبل يعصمه من الماء، فرد عليه نوح، وقال له أن لا عاصم اليوم من أمر الله إلا من رحم، وبعد هذا الحوار أغرق الموج ابن نبي الله نوح.